# 1953年の日本公開映画
- 映画 > 映画の一覧 > 年度別日本公開映画 > 1953年の日本公開映画
- 映画 > 1953年の映画 > 1953年の日本公開映画

1953年の日本公開映画（1953ねんのにほんこうかいえいが）では、1953年（昭和28年）1月1日から同年12月31日までに日本で商業公開された映画の一覧を記載。作品名の右の丸括弧内は製作国を示す。
記載の凡例については年度別日本公開映画#凡例を参照

## 作品一覧

### 1月
- 2日
  - 狙われた駅馬車  ( アメリカ合衆国)
- 3日
  - 一等社員 三等重役兄弟篇 ( 日本)
- 4日
  - 血闘 ( アメリカ合衆国)
  - 世界を彼の腕に ( アメリカ合衆国)
  - 超音ジェット機 ( イギリス)
- 5日
  - ダニー・ケイの牛乳屋  ( アメリカ合衆国)
- 6日
  - 零号作戦  ( アメリカ合衆国)
- 9日
  - ひめゆりの塔 ( 日本)
- 10日
  - 最後の無法者  ( アメリカ合衆国)
- 13日
  - キリマンジャロの雪 ( アメリカ合衆国)
- 14日
  - 夏子の冒険 ( 日本)
  - 廃墟の守備隊  ( アメリカ合衆国)
- 15日
  - 哀愁のモンテカルロ ( イギリス)
  - アパッチ砦  ( アメリカ合衆国)
  - 愚かなり我が心  ( アメリカ合衆国)
  - 千羽鶴 ( 日本)
  - 吹けよ春風 ( 日本)
- 19日
  - 快楽 ( フランス)
  - 奇襲作戦命令 ( フランス)
- 22日
  - 江戸いろは祭 ( 日本)
  - 夫婦 ( 日本)
- 24日
  - 底抜け艦隊 ( アメリカ合衆国)
  - 花咲ける騎士道 ( フランス)
- 28日
  - 凸凹太閤記 ( 日本)
- 29日
  - 凸凹猛獣狩 ( アメリカ合衆国)
- 31日
  - 罪ある女 ( ドイツ)
  - フォーサイト家の女 ( アメリカ合衆国)

### 2月
- 2日
  - 肉体の冠 ( フランス)
- 4日
  - 復讐の二連銃 ( アメリカ合衆国)
- 12日
  - 探偵物語 ( アメリカ合衆国)
  - ライムライト ( アメリカ合衆国)
- 19日
  - 人生劇場 第二部 残侠風雲篇 ( 日本)
  - 西部の顔役 ( アメリカ合衆国)
- 20日
  - 女ひとり大地を行く ( 日本)
- 21日
  - 外套と短剣 ( アメリカ合衆国)
- 29日
  - パラダイン夫人の恋 ( アメリカ合衆国)

### 3月
- 1日
  - すべての旗に背いて ( アメリカ合衆国)
- 3日
  - 静かなる男 ( アメリカ合衆国)
  - デデという娼婦 ( フランス)
- 5日
  - 煙突の見える場所 ( 日本)
- 7日
  - 血ぬられし欲情 ( アメリカ合衆国)
- 8日
  - 鷲の谷 ( イギリス)
- 10日
  - 噴火山の女 ( イタリア)
- 19日
  - トコ春じゃもの ( 日本)
  - 文化果つるところ ( イギリス)
- 20日
  - 可愛い配当 ( アメリカ合衆国)
- 21日
  - 村八分 ( 日本)
- 26日
  - 雨月物語 ( 日本)
  - 疾風からす隊 ( 日本)

### 4月
- 1日
  - 雨に唄えば( アメリカ合衆国)
  - 女間者秘聞 赤穂浪士( 日本)
  - 七つの大罪( フランス)
- 5日
  - 青髯( イタリア)
- 8日
  - 地獄太鼓( 日本)
  - 縮図( 日本)
  - 新東京行進曲( 日本)
- 15日
  - 百万弗の人魚( アメリカ合衆国)
  - プーサン( 日本)
- 17日
  - かくて我が恋は終りぬ( イギリス)
- 18日
  - ナイアガラ( アメリカ合衆国)
- 22日
  - 飛び出した日曜日( 日本)
  - 安五郎出世( 日本)
  - 私は狙われている( 日本)
- 23日
  - 原爆下のアメリカ( アメリカ合衆国)
- 24日
  - 殺人者( アメリカ合衆国)
- 25日
  - 地上最大のショウ( アメリカ合衆国)
- 27日
  - 果てしなき蒼空( アメリカ合衆国)
- 29日
  - 妻( 日本)
  - 花の講道館( 日本)
- 30日
  - 底抜け落下傘部隊( アメリカ合衆国)

### 5月
- 1日
  - 栄光何するものぞ ( アメリカ合衆国)
  - ガンガ・ディン ( アメリカ合衆国) ※再上映
- 3日
  - 北の狼 ( アメリカ合衆国)
  - 三つの恋の物語 ( アメリカ合衆国)
- 5日
  - 恐怖の街 ( アメリカ合衆国)
- 7日
  - 旅はそよ風 ( 日本)
  - もぐら横丁 ( 日本)
- 9日
  - ブワナの悪魔 ( アメリカ合衆国)
  - 見知らぬ乗客 ( アメリカ合衆国)
- 10日
  - ゼンダ城の虜 ( アメリカ合衆国)
- 13日
  - 関の弥太ッぺ ( 日本)
- 20日
  - 三人の名付親 ( アメリカ合衆国)
- 23日
  - リディアと四人の恋人 ( アメリカ合衆国/ イギリス)
- 26日
  - ミシシッピの賭博師 ( アメリカ合衆国)
- 28日
  - 赤い風車 ( イギリス /  アメリカ合衆国)

### 6月
- 3日
  - ガラスの城 ( フランス)
  - 獅子の座 ( 日本)
- 4日
  - 突然の恐怖 ( アメリカ合衆国)
- 5日
  - 錨を上げて ( アメリカ合衆国)
- 6日
  - 壮烈第七騎兵隊 ( アメリカ合衆国)
- 9日
  - 雲ながるる果てに ( 日本)
  - 肉の蝋人形 ( アメリカ合衆国)
- 10日
  - 青色革命 ( 日本)
- 15日
  - 戦艦大和 ( 日本)
- 16日
  - 悪人と美女 ( アメリカ合衆国)
  - 腰抜け二挺拳銃の息子 ( アメリカ合衆国)
- 17日
  - 日本の悲劇 ( 日本)
- 20日
  - 人生模様 ( アメリカ合衆国)
- 24日
  - 双頭の鷲 ( フランス)
- 25日
  - 機動部隊 ( アメリカ合衆国)
- 28日
  - アナタハン ( 日本)
- 29日
  - 海賊黒ひげ ( アメリカ合衆国)
- 30日
  - ゴールデン・コンドルの秘宝 ( アメリカ合衆国)

### 7月
- 1日
  - 続思春期 ( 日本)
  - 凸凹火星探検 ( アメリカ合衆国)
  - 白鳥の騎士 ( 日本)
- 7日
  - 廿日鼠と人間  ( アメリカ合衆国)
- 8日
  - 都会の横顔 TOKYO PROFILE ( 日本)
- 14日
  - わが心に歌えば  ( アメリカ合衆国)
- 15日
  - 皇帝円舞曲 ( アメリカ合衆国)
  - 真紅の盗賊 ( アメリカ合衆国)
- 28日
  - 明日はどっちだ ( 日本)
  - オリヴァ・ツイスト ( イギリス)

### 8月
- 1日
  - ジェット機M7号 ( イギリス)
  - 銃の後に立つ男 ( アメリカ合衆国)
- 4日
  - 恐怖の一夜 ( アメリカ合衆国)
  - 情炎の女サロメ ( アメリカ合衆国)
- 5日
  - 木曽路の子守唄 ( 日本)
- 7日
  - 落ちた偶像 ( イギリス)
- 12日
  - 祇園囃子 ( 日本)
  - 坊つちやん ( 日本)
- 19日
  - 天晴れ一番手柄 青春銭形平次 ( 日本)
  - あにいもうと ( 日本)
  - ふしぎの国のアリス ( アメリカ合衆国)
- 20日
  - スパイ ( アメリカ合衆国)
- 21日
  - 赤い唇 ( アメリカ合衆国)
  - 妖花アラウネ ( ドイツ)
- 22日
  - 犯罪都市 ( アメリカ合衆国)
  - 水鳥の生態 ( アメリカ合衆国)
- 23日
  - 拾った女 ( アメリカ合衆国)
- 26日
  - 紳士は金髪がお好き ( アメリカ合衆国)
- 29日
  - 情炎の女サロメ ( アメリカ合衆国)

### 9月
- 1日
  - 宇宙戦争 ( アメリカ合衆国)
  - ヨーロッパ一九五一年 ( イタリア)
- 2日
  - 真夜中の愛情 ( フランス)
- 3日
  - 怪談佐賀屋敷（ 日本）[1]* 5日
  - クォ・ヴァディス ( アメリカ合衆国)
- 6日
  - 禁じられた遊び ( フランス)
- 7日
  - 貴女は若すぎる ( イタリア)
- 8日
  - サラリーマンの歌 ( 日本)
  - 天馬往来 ( 日本)
- 10日
  - 蟹工船 ( 日本)
- 12日
  - スプリングフィールド銃 ( アメリカ合衆国)
- 15日
  - 雁 ( 日本)
  - 終着駅 ( アメリカ合衆国)
  - 花の中の娘たち ( 日本)
- 16日
  - ジャバへの順風 ( アメリカ合衆国)
- 20日
  - 愛しのシバよ帰れ ( アメリカ合衆国)
- 22日
  - 青春ジャズ娘 ( 日本)
- 30日
  - 浅草物語 ( 日本)

### 10月
- 1日
  - 赤いベレー ( アメリカ合衆国)
  - 飾窓の女 ( アメリカ合衆国)
- 6日
  - 哀愁の湖 ( アメリカ合衆国)
  - リリー ( アメリカ合衆国)
- 7日
  - 東京マダムと大阪夫人 ( 日本)
  - ひろしま ( 日本)
- 8日
  - 愛の決断 ( アメリカ合衆国)
- 13日
  - 夜明け前 ( 日本)
- 14日
  - 花の生涯 彦根篇 江戸篇 ( 日本)
- 15日
  - 黄昏 ( アメリカ合衆国)
- 18日
  - 地上より永遠に ( アメリカ合衆国)
- 20日
  - シェーン ( アメリカ合衆国)
- 21日
  - 太平洋の鷲 ( 日本)
- 24日
  - アンデルセン物語 ( アメリカ合衆国)
  - 裸の拍車 ( アメリカ合衆国)
- 25日
  - 雷鳴の湾 ( アメリカ合衆国)
- 27日
  - バグダッドの黄金 ( アメリカ合衆国)
  - 早稲田大学 ( 日本)
- 31日
  - 地獄門 ( 日本)
  - ストロンボリ（ イタリア /  アメリカ合衆国） [2]

### 11月
- 1日
  - 腰抜けM･P ( アメリカ合衆国)
- 3日
  - 鬼伏せ街道 ( 日本)
  - 黒帯嵐 ( 日本)
  - 思春の泉 ( 日本)
  - 次郎長三国志 第五部 殴込み甲州路 ( 日本)
  - 東京物語 ( 日本)
- 7日
  - 悲恋の王女エリザベス ( アメリカ合衆国)
- 10日
  - 愛人 ( 日本)
  - 長七郎捕物帳 若君逆襲す ( 日本)
  - 魅せられたる魂 ( 日本)
- 11日
  - 一等女房と三等亭主 ( 日本)
  - 紅椿 ( 日本)
  - フェザー河の襲撃 ( アメリカ合衆国)
- 13日
  - 封鎖作戦 ( イギリス)
- 17日
  - 浮気天国 ( 日本)
  - 家族あわせ ( 日本)
  - 北海の虎 ( 日本)
  - 魔剣 ( 日本)
- 18日
  - 綱渡りの男 ( アメリカ合衆国)
  - 日輪 ( 日本)
- 21日
  - 砂漠の鼠 ( アメリカ合衆国)
- 22日
  - 憧れの星座 ( 日本)
- 23日
  - 荒川の佐吉 遊侠夫婦笠 ( 日本)
  - お祭半次郎 ( 日本)
  - 女の一生 ( 日本)
  - にごりえ ( 日本)
  - 無法者 ( 日本)
- 29日
  - アンナ ( イタリア/ フランス)
  - 快傑黒頭巾( 日本)
  - 恋は青空の下 ( アメリカ合衆国)

### 12月
- 1日
  - 第二の機会 ( アメリカ合衆国)
- 2日
  - 浮気なカロリーヌ ( フランス)
- 6日
  - ジュリアス・シーザー ( アメリカ合衆国)
  - 復讐は俺に任せろ ( アメリカ合衆国)
- 7日
  - テキサスから来た男 ( アメリカ合衆国)
- 8日
  - 赤線基地（ 日本)
  - にっぽん製（ 日本)
- 13日
  - 真紅の女 ( アメリカ合衆国)
- 15日
  - 暗黒街の王者 ( アメリカ合衆国)
  - バンド・ワゴン ( アメリカ合衆国)
- 25日
  - バリ島珍道中 ( アメリカ合衆国)
  - 夜ごとの美女 ( フランス)
- 26日
  - 聖衣 ( アメリカ合衆国)
- 29日
  - お嬢さん社長（ 日本)
  - 怪猫有馬御殿（ 日本）[1]
  - 荒原の疾走 ( アメリカ合衆国)
  - 十代の誘惑（ 日本）